# (436048) Fritzhuber
(436048) Fritzhuber est un astéroïde de la ceinture principale.

## Description
(436048) Fritzhuber est un astéroïde de la ceinture principale. Il fut découvert le 20 août 2009 à Gaisberg par Richard Gierlinger. Il présente une orbite caractérisée par un demi-grand axe de 2,22 UA, une excentricité de 0,09 et une inclinaison de 4,8° par rapport à l'écliptique.